# زی‌هاوزن (آلتمارک)
شهر زی‌هاوزن (به آلمانی: Seehausen) در ایالت زاکسن-آنهالت در کشور آلمان واقع شده‌است.